# 갈산천
갈산천(葛山川)은 대한민국의 소하천으로, 인천광역시 부평구 갈산동 174-3의 청천천 서부2교 앞에서 시작되어 부평구청역 앞 굴포천으로 합류하는 0.84 km의 수로이다. 원래 서부간선수로의 일부였으나, 삼산동 일대에 택지지구를 조성하면서 서부간선수로 일부를 매립하고 청천천의 유로를 변경하면서 남은 구간을 "갈산천"이라는 이름으로 지정하였다.